# Журба, Александр Афанасьевич
Журба, Александр Афанасьевич ( 16 марта 1898 года — 30 июня 1941 года) — советский военачальник, генерал-майор (1940).

## Биография
Родился в семье крестьянина Афанасия Илларионовича. Семья жила бедно, отцу приходилось кормить шестерых детей. В 1905 году отец умер от лихорадки, мать начала работать прачкой. В 1912 году А. А. Журба окончил церковно-приходскую школу, пошёл работать в типографию, затем в кузницу. В 1913 году поступил в ремесленное училище в Ташкенте, был выпущен в 1917 году подмастерьем слесаря. Во время учёбы подрабатывал на хлопкоочистительном заводе в Ташкенте.
В первую мировую войну в апреле 1917 года мобилизован на военную службу в русскую армию и направлен рядовым во 2-й Сибирский стрелковый запасной полк в город Ташкент, через месяц зачислен юнкером в Ташкентскую школу прапорщиков. В сентябре окончил её и назначен младшим офицером в свой прежний 2-й Сибирский стрелковый запасной полк. В том же месяце уволен со службы в чине прапорщика и вернулся на родину в город Верный, где получил от советской власти 2 десятины земли и лошадь.
Сразу после Октябрьской революции А. А. Журба вступает в Красную Гвардию в Верном, выбирается командиром взвода, участвует в боях с контрреволюционными казаками в Алма-Ате и окрестностях. 
В феврале 1919 года вступает в Красную Армию, зачислен красноармейцем во 2-й Верненский стрелковый полк Туркестанского фронта. Полк затем переименовывался в 1-й Семиреченский стрелковый полк, затем в 25-й Туркестанский стрелковый полк, но оставался в составе 3-й Туркестанской стрелковой дивизии. В этом полку А. Журба был разведчиком, в июле 1919 стал начальником команды конных разведчиков, в декабре 1919 — командиром батальона. Активно участвовал в Гражданской войне в Туркестане. В июне 1920 года направлен на учёбу.
В 1921 году А. А. Журба окончил Высшую стрелковую школу командного состава РККА «Выстрел» и был назначен в 23-ю Ташкентскую пехотную школу комсостава командиром роты и батальона, с мая 1924 — командир батальона и начальник строевой части Туркестанской объединённой школы командно-политического состава имени В. И. Ленина, с февраля 1927 года — командир батальона в Рязанской пехотной школе имени К. Е. Ворошилова, окончил КУВНАС (1929-1930) и вернулся на прежнюю должность. С июля 1932 года — начальник учебного центра комсостава 10-го стрелкового корпуса, затем переформированные в курсы усовершенствования комсостава Московского военного округа РККА. С мая 1936 — начальник Хлебниковских курсов усовершенствования комсостава РККА в Москве. С декабря 1937 года — командир 147-го стрелкового полка 49-й стрелковой дивизии Ленинградского военного округа (Боровичи). В августе 1938 года назначен помощником командира 1-го стрелкового корпуса Ленинградского ВО (Новгород). С ноября 1939 года по март 1940 года принимал участие в Советско-финской войне. 
15 августа 1940 года А. А. Журба был назначен командиром 14-й стрелковой дивизии 14-й армии Ленинградского военного округа, избирался депутатом Мурманского городского совета.
С началом Великой Отечественной войны А. А. Журба назначен начальником Приморского участка обороны Северного фронта (продолжая командовать 14-й стрелковой дивизией). 29 июня 1941 года немцы перешли в наступление на Мурманск, генерал Журба выехал в 95-й стрелковый полк, чтобы на месте разобраться в обстановке. В бою был ранен, попал в окружение, с группой бойцов вырвался оттуда, лично участвовал в бою. После выхода к своим вечером того же дня на обратном пути пропал без вести.
Летом 1976 года захоронение генерала было обнаружено. Оказалось, что он столкнулся с обходящими силами противника, возглавил встреченное в дороге подразделение и принял бой, в котором погиб.
17 августа 1976 года останки А. А. Журбы были торжественно перезахоронены на Мурманском городском кладбище.

## Память

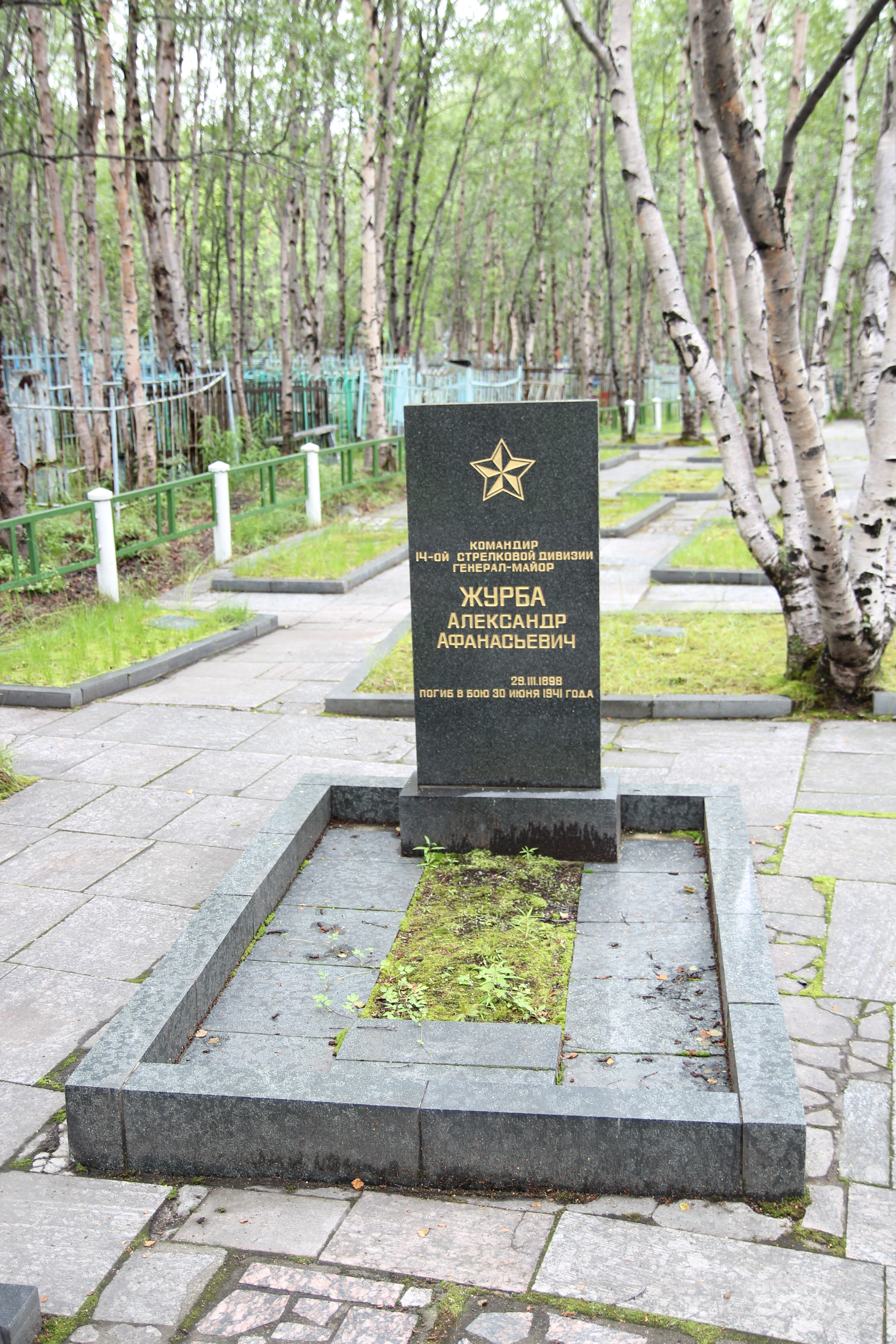
Могила генерала

В Мурманске установлена мемориальная доска на доме, в котором жил А. А. Журба, улица, на которой стоит этот дом, была названа Улицей Генерала Журбы.

## Воинские звания
- майор — 17.02.1936
- полковник — 16.08.1938
- комбриг — 04.11.1939
- генерал-майор — 04.06.1940

## Награды
- Орден Отечественной войны 1-й степени — 06.09.1965 (посмертно)
- Орден Красной Звезды — 27.10.1940
- Медаль «XX лет РККА» — 1938